# قرصان الفضاء الكابتن هارلوك
قرصان الفضاء الكابتن هارلوك (بالإنجليزية: Space Pirate Captain Harlock)‏ هي سلسلة مانغا يابانية من تأليف ورسم ليجي ماتسوموتو نشرت في الفترة من 1977 حتى 1979 وتم جمعها في 5 تانكوبون، تم تحويل المانغا لمسلسل أنمي عرض في 1978 وفيلم يحمل نفس الاسم عرض في 2013.